# Catedral del Niño Jesús (Lusaka)
La Catedral del Niño Jesús o simplemente Catedral de Lusaka (en inglés: Cathedral of the Child Jesus) es el nombre que recibe un edificio religioso de la Iglesia católica que se encuentra ubicado en la ciudad de Lusaka la capital del país africano de Zambia. Se ubica cerca de la Plaza del Papa y el Aeropuerto de Lusaka.
El templo sigue el rito romano o latino y funciona como la sede de la arquidiócesis de Lusaka (Archidioecesis Lusakensis) que fue creada en 1959 mediante la bula "Cum christiana fides" del papa Juan XXIII.
La Catedral fue dedicada oficialmente en una ceremonia en 2006. El papa Juan Pablo II celebró la misa en el lugar cuando solo era un campo despejado en 1989 y bendijo la primera piedra del edificio.